# Aspilota nipponica
Aspilota nipponica är en stekelart som beskrevs av Sergey A. Belokobylskij 2007. Aspilota nipponica ingår i släktet Aspilota och familjen bracksteklar. Inga underarter finns listade.